# Верхазівка
Верхазівка (рос. Верхазовка) — село у Дергачівському районі Саратовської області Російської Федерації.
Населення становить 644 особи. Орган місцевого самоврядування — Верхазовське муніципальне утворення.

## Історія
Населений пункт розташований у межах українського історичного та культурного регіону Жовтий Клин.
Від 23 липня 1928 року в складі Пугачовського округу Нижньо-Волзького краю. Орган місцевого самоврядування від 2004 року — Верхазовське муніципальне утворення.

## Населення
| 2010 | 2012 | 2013 | 2014 | 2015 | 2016 | 2017 |
| ---- | ---- | ---- | ---- | ---- | ---- | ---- |
| 806  | ↘773 | ↘736 | ↘730 | ↘714 | ↘701 | ↘669 |
| 2018 |      |      |      |      |      |      |
| ↘644 |      |      |      |      |      |      |